# Jamnícka dolina
Jamnícka dolina (česky Jamnické údolí) je údolí pojmenováné podle liptovské obce Jamník. Nachází se v Západních Tatrách a protéká jím Jamnický potok. Spolu s Račkovou dolinou vytvářejí krátkou Úzkou dolinu. Vede skrze ní modře značená turistická cesta z ústí Úzké doliny (ATC) na Volovec (2 063 m n. m.) a dále až do Oravice. V údolí se nachází Nižné a Vyšné Jamnícke pleso.